# Lina Makboul
Linna (Lina) Makboul, född 3 februari 1973, är en svensk journalist.
Makboul är mest uppmärksammad för sina granskningar av mediers publiceringar i samband med #metoo och programmet "#metoo och Fredrik Virtanen" i Uppdrag granskning som sändes i maj 2018.

## Uppväxt
Lina Makboul är född i Sverige av palestinska föräldrar.

## Arbetsliv
Makboul har arbetat som frilansjournalist, bland annat för Sveriges Radio. Hösten 1999 och våren 2000 var hon en av fem unga reportrar för SVT:s samhällsprogram Fittja Paradiso. Senare var hon reporter för Mediemagasinet. Våren 2002 gjorde hon ett reportage om invandrarrepresentationen vid svenska nyhetsredaktioner. Flera chefer inom SVT försökte förmå redaktionen att ta bort delar av en intervju med Eva Hamilton från detta reportage. Hon var kolumnist i Metro fram till februari 2003 när hon hoppade av efter att några av hennes kolumner stoppats.
År 2005 regisserade hon dokumentärfilmen Leila Khaled – flygkapare, som kretsar kring Makbouls ungdoms fascination för den palestinska flygkaparen Leila Khaled och hennes egen palestinska identitet. Filmen visades bland annat på SVT.
Hösten 2007 började arbeta hon som reporter Uppdrag granskning i Göteborg och i januari 2008 blev hon tillsvidareanställd vid SVT. Hennes första reportage, "SFI – Sveriges farstu", sändes den 12 september 2007. Bland andra uppmärksammade reportage för Uppdrag granskning finns "Den slutna cirkeln" som Makbould gjorde med Henrik Bergsten, och som sändes den 25 mars 2015. Om bristen på bostäder för nyanlända flyktingar vilket lett till en misslyckad etableringsreform. Makboul saknas sedan juli 2022 i förteckningen över medarbetare på Uppdrag gransknings redaktion.

### Granskningar kring #metoo
Makboul gjorde granskningen "#metoo och Fredrik Virtanen" tillsammans med Henrik Bergsten och som sändes den 30 maj 2018. Programmet väckte stor uppmärksamhet och blev bland annat anmält omkring 2200 gånger till Granskningsnämnden för radio och tv.
Våren 2023 kom hon ut med boken Revolutionens första offer som handlar om granskningen av #metoo och Fredrik Virtanen – och reaktionerna hon fick motta i samband med den. I en intervju i samband med att boken publicerades berättade hon om det förakt hon hyste för delar av sin yrkeskår, och ifrågasatte varför journalister inte förstår att de är makthavare eller varför de verkar ha svårt att erkänna när de gör fel.

## Utmärkelser
"Den slutna cirkeln" nominerades till Prix Europa i kategorin "Current affairs".
Makboul var en av 26 journalister som 2019 nominerades till årets journalist i Europa vid Prix Europa.